# عقرب تپه
عقرب تپه مربوط به هزاره اول قبل از میلاد است و در شهرستان نقده، بخش محمدیار، دهستان حسنلو، روستای اسلام‌آباد (دالما) واقع شده و این اثر در تاریخ ۷ خرداد ۱۳۸۷ با شمارهٔ ثبت ۲۲۸۹۱ به‌عنوان یکی از آثار ملی ایران به ثبت رسیده است.